# Stolp Zagreb
Stolp Zagreb je stavba v Zagrebu na Hrvaškem, ki se nahaja v okolici Sigečice, na Radnički cesti. Dokončana je bila konec leta 2006.
Je eliptični, 22-nadstropni, 84-metrski (276 ft) pisarniški stolp s sosednjo 8-nadstropno poslovno stavbo, ki vključuje podzemno garažo. Kompleks vključuje skupno 26.000 m2 (280.000 kvadratnih metrov) pisarniških prostorov.